# Islam Makhachev
Islam Makhachev   (Makhatxkalà, 27 d'octubre de 1991)Islam Ramazanovich Makhachev (en idioma rus: Ислам Рамазанович Махачев, Majachkalá) és un lluitador rus d'arts marcials mixtes i de combat sambo que actualment competeix en la categoria de pes lleuger de Ultimate Fighting Championship (UFC), on és l'actual Campió Mundial de pes Lleuger de UFC. Va ser campió mundial de Combat Sambo en la categoria de 74 quilograms en 2016. Des del 7 de novembre de 2023, està en la posició núm. 1 del rànquing lliura per lliura de UFC.
Makhachev competeix professionalment des del 2010, a més de convertir-se en campió del món de Combat Sambo el 2016 i dues vegades campió nacional rus de 74 kg.

## Biografia
Makhachev va néixer a Makhatxkalà i va créixer al poble remot de Burshi (aleshores formava part de l'ASSR del Daguestan, Unió Soviètica, ara part de la República del Daguestan, Rússia). El pare de Makhachev era pagès i va treballar com a xofer, la seva mare era dona de casa i tenia una petita cafeteria, i també té un germà gran anomenat Kurbanismail. A partir dels 7 anys, va començar a practicar taekwondo sota la condecorada campiona Seyfula Magomedov.
Makhachev va canviar a sanda mentre anava a l'escola amb Abubakar Nurmagomedov, on també va conèixer Khabib Nurmagomedov, Shamil Zavurov i la seva família. Tanmateix, va abandonar els esports de combat i va jugar a futbol durant dos anys després que la seva família es traslladés a una ciutat diferent. Makhachev va participar en constants baralles de carrer quan era nen a causa de la cultura de la regió; és habitual que els adults (com el seu entrenador Magomedov) triïn nois per enfrontar-se o que els nois s'enfrontin.

## Carrera a les Arts Marcials

#### M-1 Global
Makhachev va fer el seu debut a l'M-1 Global contra Tengiz Khuchua el 12 de febrer de 2011 i va guanyar la lluita per KO a la primera ronda.

### Ultimate Fighting Championship
Campió mundial de pes lleuger de UFC.